# Sahmkou Camara
Sahmkou Camara (* 10. června 2003, Paříž) je guinejský fotbalový obránce francouzského původu, který hostuje v Karviné.

## Klubová kariéra
Rodák z Paříže nastupoval v mládežnických kategorií Cavigal Nice.

### RC Grasse
Ve čtvrté francouzské lize odehrál 31 ligových zápasů, jedinou branku vstřelil 14. prosince 2022 proti AS Saint-Priest. Nastupoval zde pravidelně v základní sestavě.

### FC Stade Lausanne Ouchy
V létě 2023 podepsal smlouvu v Lausanne. Premiérový start ve švýcarské nejvyšší soutěži zaznamenal dne 5. srpna 2023, při remíze 1:1 se Servette. Gólu se dočkal 28. září téhož roku, kdy v 81. minutě proti Yverdonu zařídil nerozhodný stav 1:1.

### SK Slavia Praha
25. ledna 2025 přestoupil do pražské Slavie a obratem byl poslán na hostování do Karviné.

### MFK Karviná (hostování)
Na konci ledna 2025 byl společně s Alexandrem Bužkem poslán na půlroční hostování do Slezska. První minuty v Chance Lize odehrál již 1. února proti Teplicím.

## Reprezentační kariéra
Reprezentační pozvánku poprvé obdržel v říjnu 2023 na zápasy s Togem a Guineou-Bissau. Odehrál pouze první poločas zápasu s druhým zmíněným týmem. V březnu 2024 odehrál celý zápas za kategorii U23 proti USA.